# Dej přednost v jízdě

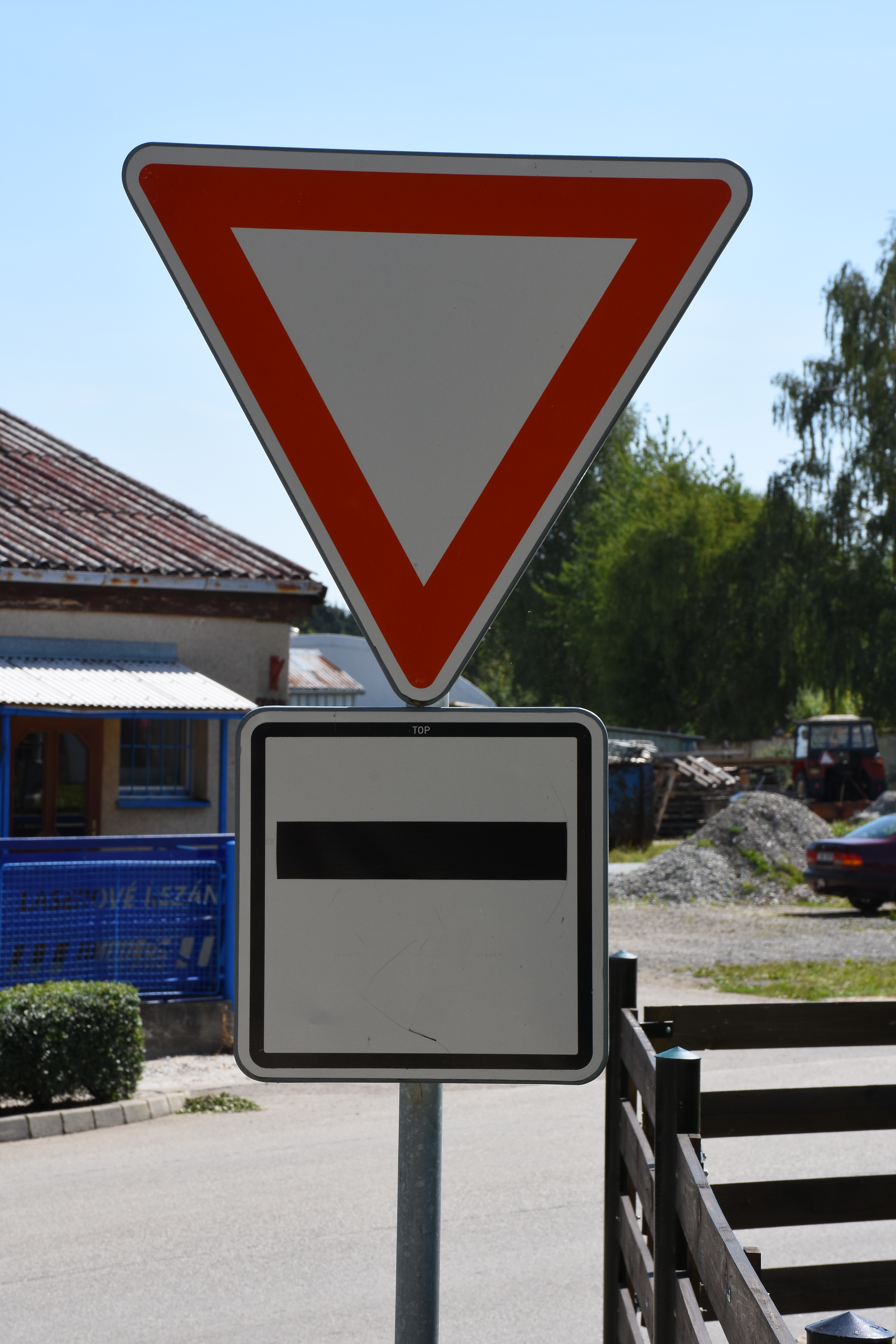
Moderní značka Dej přednost (P4)

Značka dej přednost v jízdě označuje v silniční dopravě vedlejší pozemní komunikaci.
Řidič, který zastaví nebo zpomalí, aby nechal projet jiné vozidlo, dal tomuto vozidlu přednost v jízdě. Naproti tomu značka stop vyžaduje, aby každý řidič před pokračováním úplně zastavil, ať už je či není přítomen jiný provoz. Podle Vídeňské úmluvy o dopravních značkách a signálech je mezinárodním standardem pro moderní značku obrácený rovnostranný trojúhelník s červeným okrajem a buď bílým nebo žlutým pozadím. Konkrétní předpisy týkající se vzhledu, instalace a souladu se značkami se v některých jurisdikcích liší.
Řidič přijíždějící na křižovatku po vedlejší silnici je povinen dát přednost v jízdě vozidlům přijíždějícím po hlavní silnici.
Definice z vyhlášky 18/1966 Sb

## Historie

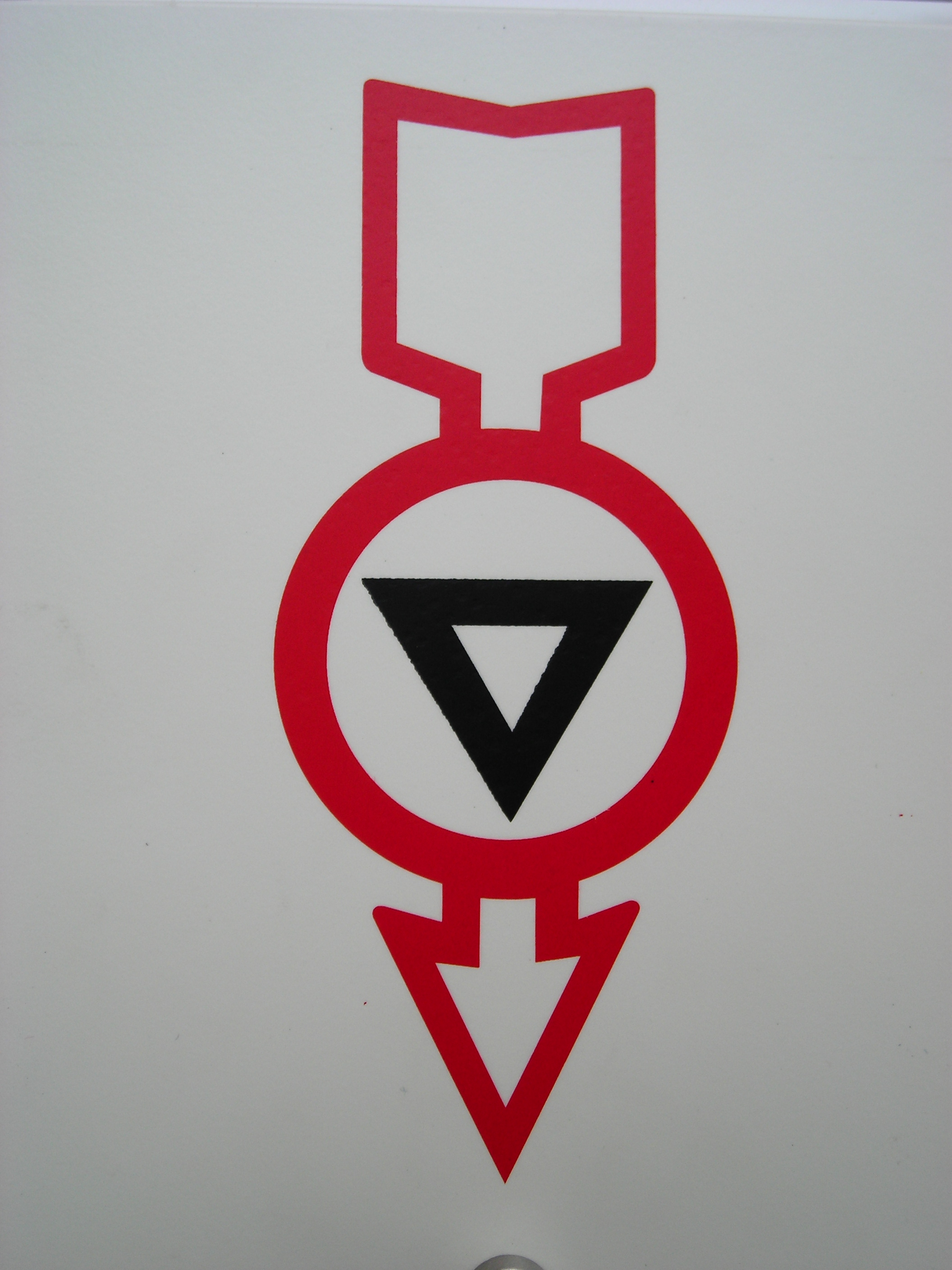
Německá značka Stop pro všechna vozidla (1937)
Československá modrá značka dej přednost v jízdě (1938)
Dánská značka STOP, již s červeným trojúhelníkem

Černý trojúhelník (ve tvaru šipky dolů) byl od roku 1925 v Německu symbolem „stop pro všechna vozidla“. Trojúhelníkový znak se používal již v roce 1937, kdy byl v Dánsku zaveden v červenobílé barvě (odpovídající dánské vlajce ), v roce 1938 byl v Československu kodifikován v modrobílé variantě, a v roce 1939 v Protektorátu Čechy a Morava současná červeno-bílá varianta. Obrácený rovnostranný trojúhelník se žlutým nebo bílým pozadím byl poté přijat Vídeňskou úmluvou o dopravních značkách a signálech jako mezinárodní standard.

## Označení v Česku
Značka Dej přednost v jízdě patří do skupiny značek upravujících přednost.
Od roku 1938 byla vládním nařízením č. 100/1938. Sb zavedena značka předosti v modré barvě. O rok později za doby protektorátu bylo vydáno nové vládní nařízení č. 242/1939 Sb., který tuto značku změnil na červenou, vzhled značky se od té doby zásadně nezměnil.
Vyhláška federálního ministerstva vnitra č. 100/1975 Sb. ze dne 23. července 1975, o pravidlech silničního provozu stanovila dopravní značky platné od 1. ledna 1976 a zavedla číslování dopravních značek pomocí písmene označujícího druh značky a za ním následujícího čísla - tento systém platí dodnes. Značka Dej přednost byla touto vyhláškou zařazena mezi příkazové značky a označena jako C1a.
Teprve od roku 2002 došlo ke změně, vyhláška ministerstva vnitra č. 30/2001 Sb., která zaváděla nový seznam dopravních značek vyčlenila značky upravující přednost do samostatné skupiny a značka Dej přednost dostala označení P4.

1938 - Přednost v jízdě jest dáti vozidlům jedoucím po silnici, na kterou se vjíždí (značka č. 8 v části A)
1939 - Obr. 30: „Dej přednost jízdě na hlavní silnici!“
1961 - Dej přednost v jízdě

## Národní specifika
V mnoha zemích se znak často doplňuje nápisem.

Austrálie od roku 1974
Irsko - Irskojazyčná verze (od 1962)
USA verze 1961-1971
USA, moderní design od 1971
Mezinárodní standard s bílým pozadím (tuto verzi používá většina zemí po celém světě)
Mezinárodní standard se žlutým pozadím
Belize, Brazílie, Kanada, Rumunsko